# 탕평책
탕평책(蕩平策)은 조선 영조가 붕당을 막고자 당파간의 세력 균형을 위해 추진한 정책이다. 이러한 정책은 후대인 정조 대에도 이어졌다.

## 이름
“탕평”이란 말은 서경(書經) 홍범조(洪範條) 중 5조인 황극설(皇極設)의 ‘無偏無黨王道蕩蕩 無黨無偏王道平平’(무편무당왕도탕탕 무당무편왕도평평)이라는 글에서 유래했다. 가장 첫 탕평의 언급은 숙종조의 언급인데, 박세채가 처음으로 주장하였다. 이후, 경종 때 빛을 보지 못하였다가 영조부터 본격적인 탕평이 들어섰다. 영조는 노론과 소론 인물들의 화해를 주선하는 등 노력하였으나 별로 효과를 보지 못하고 정조 대에 이르러 성과를 거둔다. 정조는 자신의 침실에 “탕탕평평실”(蕩蕩平平室)이라는 이름을 붙이고 편액을 걸기도 했다.

## 영조의 탕평책
숙종의 뒤를 이어 소론의 지지를 받아 즉위한 경종이 4년 만에 죽고, 숙종의 넷째 아들 영조가 52년간 집권하면서 조선 왕조는 중흥의 꽃을 피웠다. 이 시기는 청나라가 강희(康熙), 건륭(乾隆)의 융성기를 맞이하여 조선과 청나라의 관계가 안정되면서 내치에 전념할 수 있었다.
영조는 집권 초기 왕권을 강화하고 정치를 안정시키고자 탕평 교서를 발표하고 탕평비를 건립하며 탕평에 대한 의지를 강하게 드러냈다. 하지만 실제로는 편당적 조처로 정국 혼란을 초래하였고 그 와중에 이인좌의 난이 발생하기도 하였다.
이후 탕평파를 등용하여 그들을 중심으로 정국을 운영하였다. 먼저 사림의 존재를 부정하고 서원을 대폭 정리하였으며 탕평파에 권력을 집중하였다. 뿐만 아니라 이조 전랑의 권한을 축소하고 후임자 천거권과 3사 관리 선발권을 폐지하여 편당적 인사를 미연에 방지하고자 하였다. 그 결과 왕이 정국 운영의 주도권을 갖게 됨으로써 붕당의 정치적 의미가 약화되었다.
영조는 집권 초기인 1728년(영조 4년)에 소론계 이인좌의 도전을 받았다. 이인좌는 소론·남인 세력과 중소 상인, 노비를 규합하여 청주 등지에서 대규모 반란을 일으켰지만 진압되었고, 1762년(영조 38년)에는 소론과 연결된 세자(사도세자)를 노론의 주장에 따라 뒤주에 가두어 죽게 하는 비극도 있었다. 그리하여 찬성하는 벽파(僻派)와 이를 동정하는 시파(時派) 사이에 갈등이 있었지만, 숙종 시대에 비하면 정치적 참극은 적은 편이었다.

### 정치적 탕평책
영조는 왕권 강화를 위해 종전과는 다른 방식을 채용하였다. 왕은 요·순과 같은 고대 성왕(聖王)을 자처하면서 초월적인 군주상을 수립하고, 이에 근거하여 이른바 ‘탕평책’(蕩平策)을 썼다. 원래 탕평책은 붕당을 없애는 데 뜻이 있었지만 당장 실현이 어려운 점이 있었다. 그래서 당파의 시비를 가리지 않고 어느 당파든 온건하고 타협적인 인물을 등용하여 왕권에 순종시키는 데 주력하였다. 이를 ‘완론탕평’(緩論蕩平) 이라고도 한다. 탕평 정책은 숙종 때의 ‘환국’ 형식의 왕권 강화 방식이 많은 부작용을 낳은 데 대한 반성으로, 초당적 정치운용으로 왕권을 세우자는 발상이였다.
영조는 다른 한편으로 붕당의 뿌리를 제거하기 위하여 배후 세력인 재야 산림의 이른바 ‘공론’(公論)을 인정하지 않았고, 그들의 본거지인 서원을 대폭 정리하였다. 또한 조정 안에서 ‘공론’의 대변자임을 자처하던 이조낭관과 한림(翰林)들이 자신의 후임을 자천(自薦)하는 제도를 폐지하였다. 그 대신에 일반민의 여론을 직접 정치에 반영하기 위해 신문고 제도를 부활하고, 궁 밖에 자주 나가서 직접 민의를 청취하였다. 백성들이 행차 도중의 왕을 직접 만나서 억울한 일을 호소하는 것을 당시 상언(上言), 격쟁(擊錚)이라 하였지만 이것이 잘못된 것임을 영조는 알았던 것이다.

### 사상적 탕평책
영조는 사상 정책에서도 탕평을 지향하였다. 주희의 성리학을 일단 중심에 두면서도 왕권 강화를 지지하는 남인학자의 고학(古學-주례나 정관정요와 같은 법가적 저서)을 받아들였던 바, 영조의 초년 서연관이었던 청남의 영수, 약산 오광운의 다음과 같은 대탕평의 주장과 맥락을 같이 하였던 것이다. 오광운이 1729년에 올린 상소에서 “무릇 탕평의 근본은 전하가 일심으로 최상의 목표를 세우는데 있습니다. 이에서 행하는 모든 시책과 행위는 지극히 공적이어서 사사로움이 없고, 올바르므로 편벽됨이 없게 됩니다.” 라고 하면서, 남(南). 서(西). 노(老). 소(少)를 막론하고 당인(黨人)중에서 명류(名流)로 지칭되는 인물들을 등용 할 것을 주장하였다. 말하자면 당시 여러 붕당의 진보적 사상을 모두 포용하여 왕권 강화와 국가 중흥에 이용하였다.
한편, 강화된 왕권을 바탕으로 민생 안정과 산업 진흥을 위한 여러 개혁을 단행하였다. 먼저, 백성들의 군역 부담을 완화하기 위해 1750년(영조 26년) 균역법(均役法)을 시행하고, 당인들이 장악한 병권을 병조에 귀속시켰으며, 탁지정제(度支定制)에 따라 국가재정을 개혁하고, 《무원록》(無寃錄)을 편찬하여 형벌 제도를 완화하였으며, 사형수에 대한 삼심제(三覆法)를 엄격하게 시행하였다.
영조 때에는 두만강, 압록강 일대의 농지 개간과 방어 시설 확충에 많은 노력을 기울였으며, 강화도, 덕적도 등 도서 지방의 방어를 위한 해방정책(海防政策)을 강화하였다. 그리하여 강화도에 외성을 쌓고(1744년), 평양에 중성(1733년)을 쌓는 등 축성 사업과 아울러 각종 국방 지도를 제작하였다.
한편, 수도 방위를 강화하기 위해 한양의 부유한 시민(공인)을 주축으로 수도 방어 체제를 개편하고, 1751년에 이를 《수성윤음》(守城綸音)으로 반포하였다. 이는 한양의 상공업 발달에 따라 국방 개념의 변화를 의미한다. 영조 36년(1760년)에는 한양의 청계천을 준설하여 도시를 재정비하고, 왕도(王都)와 상업 도시로 번영하여 한양의 위상을 과시하기 위해 한양 지도를 많이 제작하였다.
국토의 심층적 파악과 국가 경영의 효율성을 높이기 위해 전국적인 지리지와 지도의 편찬도 활발하게 추진되었다. 16세기에 편찬된 《동국여지승람》이 이미 변화된 지리 지식을 반영하지 못하여 이를 개편하려는 시도는 숙종 때부터 시작되었는데, 1765년에 영조는 이 작업을 적극 추진하여 방대한 《여지도서》(輿地圖書)를 완성하였으며, 이어 지리전문가인 신경준(申景濬)으로 하여금 1770년에 《동국문헌비고》(東國文獻備考), 《여지고》(輿地考)를 편찬케 하였다.
지도는 지리지와 국토의 모습을 한눈에 볼 수 있게 하는 것으로, 영조는 1770년(영조 46년) 신경준을 시켜 《동국여지도》라는 8권의 채색 지도집을 편찬하였다. 이 책은 조선 전도(全圖)와 도지도(道地圖), 그리고 전국의 읍(邑)을 모두 그린 것으로, 모눈으로 선을 구획하여 지도의 정밀성을 높인 것이다. 이 밖에 당시 뛰어난 지도학자인 정상기(鄭尙驥), 정항령(鄭恒齡) 부자의 지도를 입수하여 홍문관에 모사해 놓기도 하는 등 한국 지도 발달사에 큰 업적을 쌓았다. 현재 한양대학교 규장각에 있는 아름다운 채색 지도집인 《해동지도》(海東地圖)(8권)도 1750년대에 만들어진 것이다. 이 지도집은 전국의 모든 읍과 진(鎭), 그리고 만리장성과 중국전도·유구지도 등 370여 종의 지도가 수록되어 있다.
학문을 숭상하고 국가의 문물제도를 시의에 맞게 재정비하려는 의욕에 넘쳤던 영조는 이 밖에도 많은 편찬 사업을 이룩하여 문예 부흥의 터를 닦았다. 《속대전》(續大典), 《속오례의》(續五禮儀), 《속병장도설》(續兵將圖說), 《동국문헌비고》 등은 대표적 업적이다. 또한 노비가 양인이 되는 길을 넓혀주고, 서얼들의 벼슬길을 열어 준 것도 이 때로서, 조선 왕조의 국력과 문화수준이 크게 높아지고, 사회경제의 발전과 안정이 증진되었다.

## 정조의 탕평책
영조의 뒤를 이어 즉위한 정조는 비명으로 죽은 사도세자의 아들로서, 영조의 탕평정치를 계승하였다. 이를 위해 할아버지 영조와 마찬가지로 성리학을 정학으로 받아들이면서도 남인의 고학(古學), 한양 노론의 북학은 물론이요, 불교와 한당유학에 이르기까지 왕권 강화에 필요한 여러 학문을 넓게 수용하였다. 그러나 영조의 ‘완론탕평’과 달리 당파의 옳고 그름을 명백히 가리는 적극적인 ‘준론탕평(峻論蕩平)’으로 정책을 바꾸었다. 아버지 사도세자를 죽음으로 몰아넣은 노론 벽파를 견제하지 않고서는 자신의 왕권 강화가 어렵다는 것을 간파하였기 때문이다.

### 왕권 강화
정조는 왕세손 때부터 닦은 학문적 자신감을 바탕으로 ‘스승’의 입장에서 신하들을 양성하고 재교육시키는 정책을 추진하였다. 자신의 정책을 따르는 신하를 직접 기르겠다는 생각에서였다. 《홍재전서》(弘齋全書)라는 100권의 방대한 저술을 남긴 학자군주로서의 면모를 적극적으로 과시하였다.
정조는 자신의 권력과 정책을 뒷받침할 수 있는 강력한 정치 기구를 원하였다. 그것이 바로 즉위 초(1776년)에 창덕궁 안에 세운 규장각이다. 이곳에는 수만 권의 한국 책과 중국 책을 모으고, 젊은 학자들은 학사(學士)로 임용하여 그들에게 문한(文翰)의 기능, 비서실의 기능, 그리고 과거 시험 주관 기능 등 여러 특권을 부여하였다. 특히 당하관 관료의 재교육을 위해 초계문신제를 시행하여 시험 성적에 의해 승진시킴으로써 정조의 학문과 정치 노선을 강하게 주입시켰다. 규장각은 바로 정조 시대 문예 부흥과 개혁 정치의 산실이 되었다.
정조는 왕권 강화를 위해서 반대 세력을 무력으로 제압할 수 있는 친위 부대의 필요성을 절감하였다. 이러한 목적에서 창설된 부대가 장용영이다. 규장각이라는 친위적 엘리트 집단과 장용영이라는 친위 부대를 장악한 정조는 스스로 만천명월주인옹(萬川明月主人翁)을 자처하면서 초월적 군주로 군림하였다.
정조는 비명에 죽은 아버지 사도세자의 명예 회복이 자신의 정통성과 관련된다는 것을 깨닫고 아버지에 대해 극진히 효도를 하였다. 1796년(정조 20년)에 양주에 있던 아버지 묘소를 수원(水原)으로 옮겨 ‘현륭원(顯隆園)’이라 하고, 현륭원 북쪽의 팔달산 밑에 새로운 성곽 도시로서 화성(華城, 지금의 수원)을 건설하였다(정조 20년, 1796년). 서양의 건축 기구들을 참고하여 정약용 등 실학자들로 하여금 거중기, 녹로 등을 제작케 하여 당시로서는 최신의 과학적 공법으로 이룩된 화성(華城)에는 행궁(行宮)과 장용영(壯勇營)의 외영(外營)을 두었으며, 대유둔전(大有屯田)이라는 국영 농장을 설치하여 화성 경비에 충당하고, 만석거(萬石渠)와 만년제(萬年堤) 등 수리 시설을 개선하였다. 한편, 상공인(商工人)들을 유치하여 상업 도시, 농업 도시, 군사 도시로 키웠다. 화성은 정조의 혁신 정치를 상징하는 시범적인 자급 도시였다.
정조는 남방의 화성을 건설한 후 북방의 송도(개성), 서방의 심도(沁都 : 강화도), 동방의 광주(남한산성)를 함께 묶어 한양을 비호하는 네 개의 위성 도시 체제를 구축하였으며, 한양을 중국 고대의 수도인 장안(長安)과 동등한 도시로 위상을 높였다.
정조는 아버지 묘소를 참배한다는 명목으로 자주 화성에 행차하였는데, 대략 2,000명의 수행원과 800필의 말이 행차를 따름으로써 그 위엄이 대단하였다. 그리고 행차의 편의를 위해 새로이 신작로(新作路, 지금의 시흥대로)를 만들고, 한강에는 80여 척의 배를 동원하여 배다리(주교)를 건설하였으며, 행차 기간에 지방 유생들 및 일반 주민과 가깝게 어울리면서 그들의 의견을 청취하였다. 특히 정조의 아버지, 어머니(혜경궁 홍씨)가 동시에 회갑을 맞이하는 1795년(정조 19년)의 행차는 규모가 가장 컸다. 1797년에는 이 행사에 관련된 일정, 비용, 참가자 명단, 그리고 행차 그림 등을 《원행을묘정리의궤》(園幸乙卯整理儀軌)로 편찬하여 행사 참가자들에게 나누어 주었으며, 궁정 화가들로 하여금 주요 행사를 대형 병풍 그림으로 제작하게 하였다. 이 병풍 그림이 지금 여러 종류가 전해져 당시의 정치와 문화 수준이 어떠했던가를 생생하게 보여 주고 있다. 정조는 8도의 지방 유생들을 포용하기 위해 각 도별로 유생의 명단인 《빈흥록》(賓興錄)을 편찬하기도 하였다.

### 민생과 문화
정조는 강화된 왕권을 바탕으로 민생 안정과 문화 부흥을 위한 여러 시책을 폈다. 정조는 계지술사(繼志述事)를 내걸고 전통문화를 계승하면서 중국과 서양의 과학기술을 받아들여 국가 경영을 혁신하고자 하였다. 경제적으로는 재정 수입을 늘리고 상공업을 진흥시키기 위해 통공 정책(通共政策, 1791년)을 써서 시전상인의 자유상인 통제권(금난전권)을 폐지하여 자유 상업을 진작시키고, 전국 각지의 광산 개발을 장려하였다. 이로써 상공업이 크게 발전하고 한양은 인구가 집중되어 도성 밖에 새마을(신촌)이 곳곳에 형성되고, 한강에는 많은 상선(商船)들이 출입하면서 포구가 늘어났다. 한편, 정조 대에는 재야 사림이 주관하던 군현 단위의 향약을 수령에게 맡겨 지방 사족의 발호를 억제하고, 백성에 대한 국가의 통치력을 강화하였다.

## 같이 보기
- 탕평비
- 붕당
- 탕평채